# Вілями
Вілями (пол. Wilamy) — село в Польщі, у гміні Залуський Плонського повіту Мазовецького воєводства.
Населення — 160 осіб (2011).
У 1975-1998 роках село належало до Цехановського воєводства.

## Демографія
Демографічна структура станом на 31 березня 2011 року:
|          | Загалом | Допрацездатний вік | Працездатний вік | Постпрацездатний вік |
| -------- | ------- | ------------------ | ---------------- | -------------------- |
| Чоловіки | 86      | 25                 | 51               | 10                   |
| Жінки    | 74      | 17                 | 42               | 15                   |
| Разом    | 160     | 42                 | 93               | 25                   |